# SOS (cançó)
«SOS» és la primera cançó pòstuma d'Avicii que va ser publicada el dia 10 d'abril de 2019. A més és el senzill de presentació de Tim, un àlbum amb una selecció de 12 pistes que el suec que veurà la llum al mes de juny. «SOS» compta amb la veu d'Aloe Blacc, qui ja va treballar amb Avicii a «Wake Me Up». La veu de la cançó va ser enregistrada després de la mort d'Avicii, però el suec va manifestar el desig que fos Blacc qui posés veu a aquesta pista. Kristoffer Fogelmark i Albin Nedler van ser els encarregats d'enllestir la cançó després del suïcidi d'Avicii.